# Triphthong
Ein Triphthong (von altgriechisch τρίφθογγος, von τρι- tri- „drei“ und φθόγγος phthóngos „Laut“) ist ein Dreifachlaut aus drei Vokallauten, zum Beispiel [jaw], wie in der Interjektion „miau“ ([miˈaʊ̯]). Liegt aber zwischen zwei Vokalen eine Silbengrenze (ist es also kein Triphthong), so spricht man von einem Vokalzusammenstoß oder Hiatus (wie z. B. in „Bau-er“ [ˈbaʊ̯ɐ]).

## Form
Ein Triphthong bildet genau eine Silbe, was die Anzahl der möglichen Kombinationen reduziert. So können praktisch aussprechbare Triphthonge nur mit den Lauten „u“ und „i“ (besser gesagt: mit den Halbvokalen [⁠w⁠] und [⁠j⁠]) gebildet werden.

## Im Deutschen
Viele Triphthonge wurden im Laufe der Sprachgeschichte zu Diphthongen oder einfachen Vokalen vereinfacht. In Dialekten des deutschen Sprachraumes finden sie sich deutlich häufiger als im Standarddeutschen, wo sie selten vorkommen.

## Beispiele
(Hier wird davon ausgegangen, dass Halbvokale vokalischen Wert haben.)
- im Standarddeutschen

[jaɪ̯]: jein
[jaʊ̯]: Jauche, jauchzen, jaulen, Jause
[jɔʏ̯]: Jäuschen (kleine Jause)
[jɛɐ̯]: jährlich (bei vokalischer Aussprache des r)
[waw]: wow!
- in deutschen Dialekten

Ein Beispiel für die sprachgeschichtliche Entwicklung von Triphthongen im deutschsprachigen Raum sind das nördliche und westliche Nordbairische und das nordbairisch beeinflusste, östliche Oberostfränkische, wo aus der Kombination von ehemaligen Langvokalen oder Diphthongen der mittelhochdeutschen Zeit und dem Konsonanten r durch Diphthongierung und r-Vokalisierung Triphthonge entstanden sind. Charakteristische Beispiele sind (jeweils mit Dialektwort, IPA-Umschrift, standarddeutscher Übersetzung und mittelhochdeutscher Lautung):
Hòuă [hɔu̯ɐ] (Haar), mhd. âr
Òuă [ɔu̯ɐ] (Ohr), mhd. ôr
mèjă [mɛi̯ə] (mehr), mhd. êr
Schnouă [ʃnou̯ɐ] (Schnur), mhd. uor
vejă [fei̯̯ə] (vier), mhd. ier
Schnejăl [ʃnei̯̯əl] (Schnürlein), mhd. üer
- im Amrumer Friesisch (Öömrang)

uai, beispielsweise in spuai, wahrsagen
- im Dänischen

[jaj]: jeg
- im Standardenglischen

[jej]: yea, Yale
[jaw]: yowl
[jɔw]/[jəw]: yodel, yoga, yoghurt, yoke, yokel, yolk, yo-yo
[jɪə]: year
[jeə]: yeah?
[jʊə]: Uranus, urine, you're, yourself
[wej]: qua, quail, quaint, quake, quasar, quasi, quaver, suede, swain, swathe, sway, Twain, wave, way
[waj]: quiet, quite, quinine, swine, swipe, twice, twine, why, Y
[wɔj]: quoit
[waw]: wound, wow!
[wɔw]/[wəw]: quote, quoth, swollen, woke
[wɪə]: queer, query, we're
[weə]: swear
- im Cockneyenglischen

[jɪj]: yeast
[jʊw]: cue, due, few, U, use, yew, you, youth, youve
[wɪj]: queen, tweak, weak, week
[wʊw]:
- im Spanischen

[jaj]: despreciáis
[wej]: buey
[waj]: averiguáis, Uruguay
- im Polnischen

miał [ˈmjaw] (er hatte)
łajdactwo [wajˈdatstvɔ] (Verlogenheit)
- im Mandarin (und anderen Chinesischen Sprachen)

快 (kuài) [ˈkʰu̯aɪ̯] (schnell)
回 (huí, eigentlich huéi) [ˈχu̯eɪ̯] (Rückkehr oder rückkehren)
- im Vietnamesischen

oay /wai:/ - xoay (drehen)
ươu /ɨə̯w/ - hươu (der Hirsch)
iêu/yêu /iə̯w/ - yêu (lieben)